# Rupert Gunnis

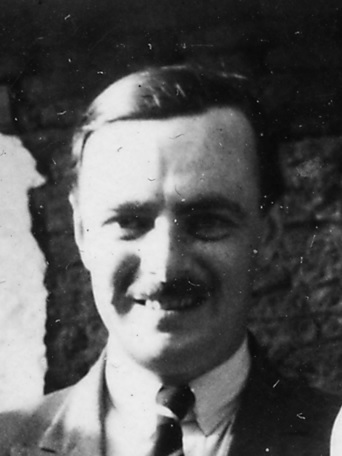
Rupert Gunnis

Rupert Forbes Gunnis (* 11. März 1899 am Cadogan Square, London; † 31. Juli 1965 in Stratfield Saye) war ein englischer Sammler und Historiker britischer Skulptur. Er ist vor allem für sein Dictionary of British Sculptors 1660–1851 bekannt, das „das Studium der britischen Bildhauerei revolutionierte und die Grundlage für alle späteren Studien zu diesem Thema bildete“.

## Leben
Gunnis wurde am Cadogan Square in London geboren und am Eton College ausgebildet. 1923 trat er in den Colonial Service ein und diente als Privatsekretär des Gouverneurs von Uganda (1923–1926) und dann des Gouverneurs von Zypern, Ronald Storrs (November 1926–Juni 1932). Von 1932 bis 1935 arbeitete er als Antiquitäteninspektor für das Zypernmuseum. Obwohl Gunnis ein Regierungsbeamter war, erwarb und verkaufte er Antiquitäten illegal. 1936 wurde er zum Mitglied des Antiquities Advisory Board ernannt und veröffentlichte sein wichtiges Buch Historic Cyprus: a Guide to its Towns and Villages, Monasteries and Castles, das nach wie vor eine wichtige Ressource zu mittelalterlichen und osmanischen Denkmälern auf Zypern darstellt. Er führte im Auftrag des Zypernmuseums kleine Ausgrabungen durch, von denen jedoch keine veröffentlicht wurde. Er grub 1927 in Enkomi, 1928 in Stylli bei Famagusta und auf dem Friedhof an der Stätte von Kaparka in Marion aus.
Als Gunnis 1939 nach England zurückkehrte, erbte er ein großes Vermögen, mit dem er sich mit seinem zyperntürkischen Lebenspartner Namuk Kemal in Tunbridge Wells in der Hungershall Lodge niederließ und seinen antiquarischen Interessen nachging. Um 1942 begann er mit der Zusammenstellung eines Verzeichnisses monumentaler Bildhauer: Ursprünglich war dieses möglicherweise für die Aufnahme in Katharine Esdailes geplantes Dictionary of British Sculptors gedacht, und nach ihrem Tod im Jahr 1950 veröffentlichte er sein Dictionary of British Sculptors 1660–1851 (abgeschlossen 1951 und veröffentlicht 1953; 2. Aufl. 1968). Eine erweiterte dritte Auflage wurde 2009 von Ingrid Roscoe und einem Team von Wissenschaftlern am Henry Moore Institute veröffentlicht.
Rupert Gunnis starb im Alter von 66 Jahren in Stratfield Saye, dem Anwesen des Duke of Wellington auf halbem Weg zwischen Reading und Basingstoke. Er ist im Streatfeild-Mausoleum auf dem Chiddingstone-Kirchhof in Kent begraben (Streatfeild war der Mädchenname seiner Mutter). Er hinterließ einen Nachlass im Wert von 132.279 £.
Die Autorin Evelyn Berckman widmete Rupert Gunnis ihren Roman The Heir of Starvelings aus dem Jahr 1967. Der Roman ist eine scheinbar wahre Geschichte, die auf anekdotischen Geschichten basiert, die Gunnis dem Autor erzählt. Seine Beiträge zur Kunstwelt werden im Vorwort zitiert und er spielt auch eine namentlich erwähnte Rolle im Epilog, der im Jahr 1922 spielt.

## Werk
- Historic Cyprus: a Guide to its Towns and Villages, Monasteries and Castles. Methuen, London 1936.
- Famagusta: a short guide for the use of visitors. Government Printing Office, Nikosia 1934; überarbeitete Ausgabe 1936.
- Dictionary of British Sculptors, 1660–1851. 1953; überarbeitete Ausgabe 1968.